# Fieroes Zeroual
Firouze (Fieroes) Zeroual (Helmond, 29 november 1972), is een voormalig Nederlands LPF-politicus.

## Biografie
Zeroual is een Brabantse van Marokkaanse afkomst. Ze ging naar de mavo Ter Houtert in Nijmegen.
Zeroual belde Pim Fortuyn op na diens uitlatingen over de islam in een geruchtmakend Volkskrant-interview. Hans Smolders nam medio maart dat jaar aan de andere kant de telefoon op en incasseerde eerst de lading kritiek en meteen erna de lof voor Fortuyn toen ze aangaf altijd met veel belangstelling de Elsevier-columns las. Zeroual kwam bij de selectiecommissie voor kandidaat-Kamerleden, waarin oprichter Peter Langendam en de latere partijleider Mat Herben zaten.

Tussen mei 2002 en januari 2003 was Zeroual Tweede Kamerlid voor de LPF. Ze was in haar woonplaats eigenares van een nagelstudio en in Tilburg van een groothandel in sieraden. Zij was de woordvoerster op het gebied van het asiel- en integratiebeleid die in de Kamer opviel door haar onbevangen, maar ook korte optreden.
Na haar Kamerlidmaatschap ging zij verder met haar onderneming tot die in 2005 failliet ging. In Hongkong begon Feroual een nieuwe onderneming. Daar kampte ze met ziekteverschijnselen en ging naar de Verenigde Staten om aan te sterken. Ze kampte met vermoeidheid en depressiviteit en kwam flink aan. Hierna richtte ze zich op voedingsleer en deed een opleiding holistische voedingsleer en gezondheidsbegeleiding en startte samen met een partner een onderneming op dit gebied in de Verenigde Staten.
- Parlement.com: vg9fgopwx4zr